# Niskie Turnie

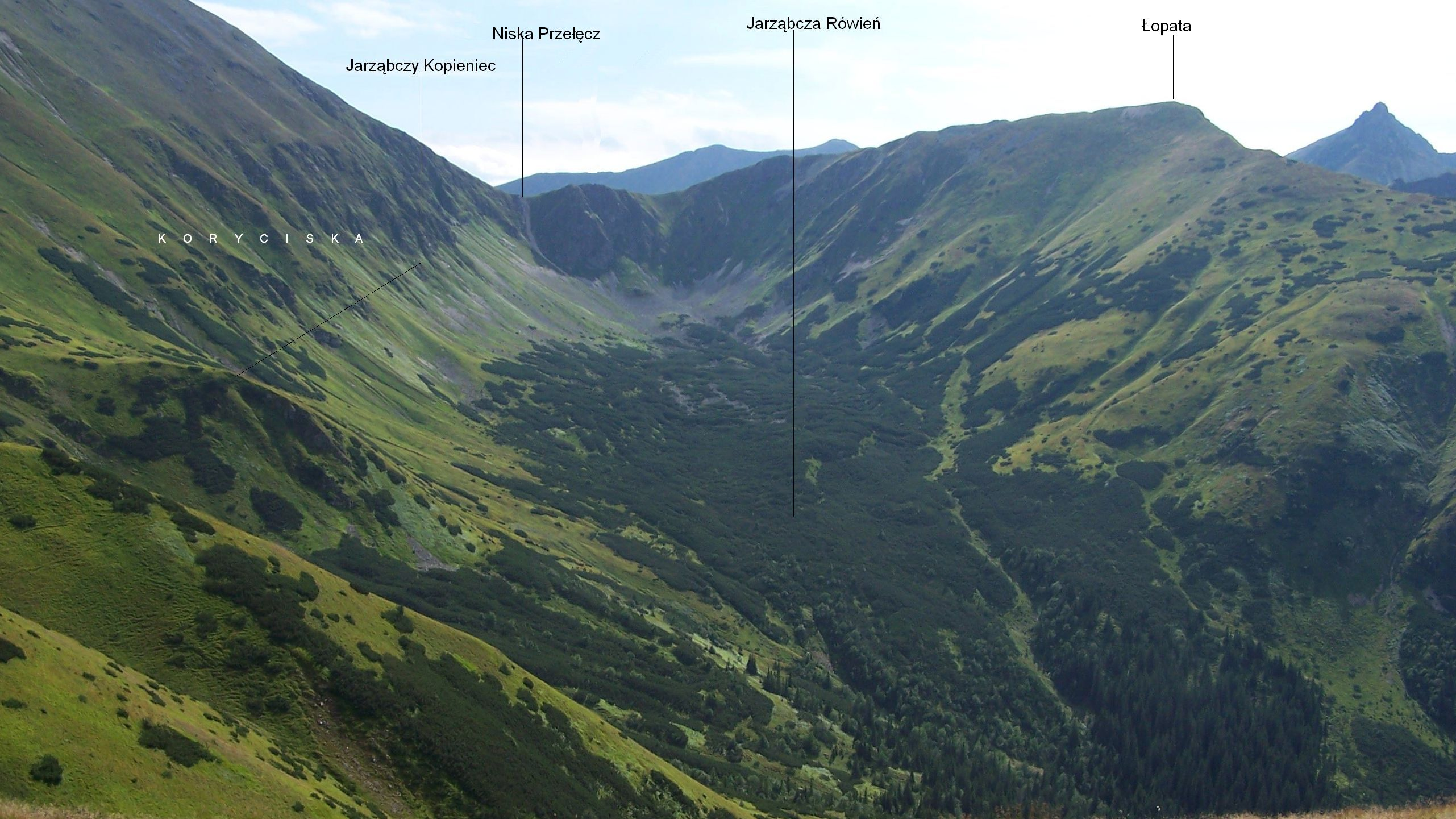
Niskie Turnie na lewo od Niskiej Przełęczy

Niskie Turnie – dolna część północno-zachodnich  stoków Jarząbczego Wierchu w grani głównej Tatr Zachodnich, na odcinku od Kopy Prawdy po Niską Przełęcz. Opadają do kotła lodowcowego Jarząbcza Rówień w Dolinie Jarząbczej. Są skalisto-trawiaste i pocięte wieloma żlebkami. Ich przedłużeniem w kierunku do Jarząbczej Przełęczy są Koryciska.